# Макпорт (Индијана)
Макпорт (енгл. Mauckport) град је у америчкој савезној држави Индијана.

## Демографија
По попису из 2010. године број становника је 81, што је 2 (-2,4%) становника мање него 2000. године.
| Група             | 2000.      | 2010.       |
| Белци             | 80 (96,4%) | 81 (100,0%) |
| Афроамериканци    | 0 (0,0%)   | 0 (0,0%)    |
| Азијати           | 0 (0,0%)   | 0 (0,0%)    |
| Хиспаноамериканци | 2 (2,4%)   | 0 (0,0%)    |
| Укупно            | 83         | 81          |